# 포스포글리세르산 변위효소

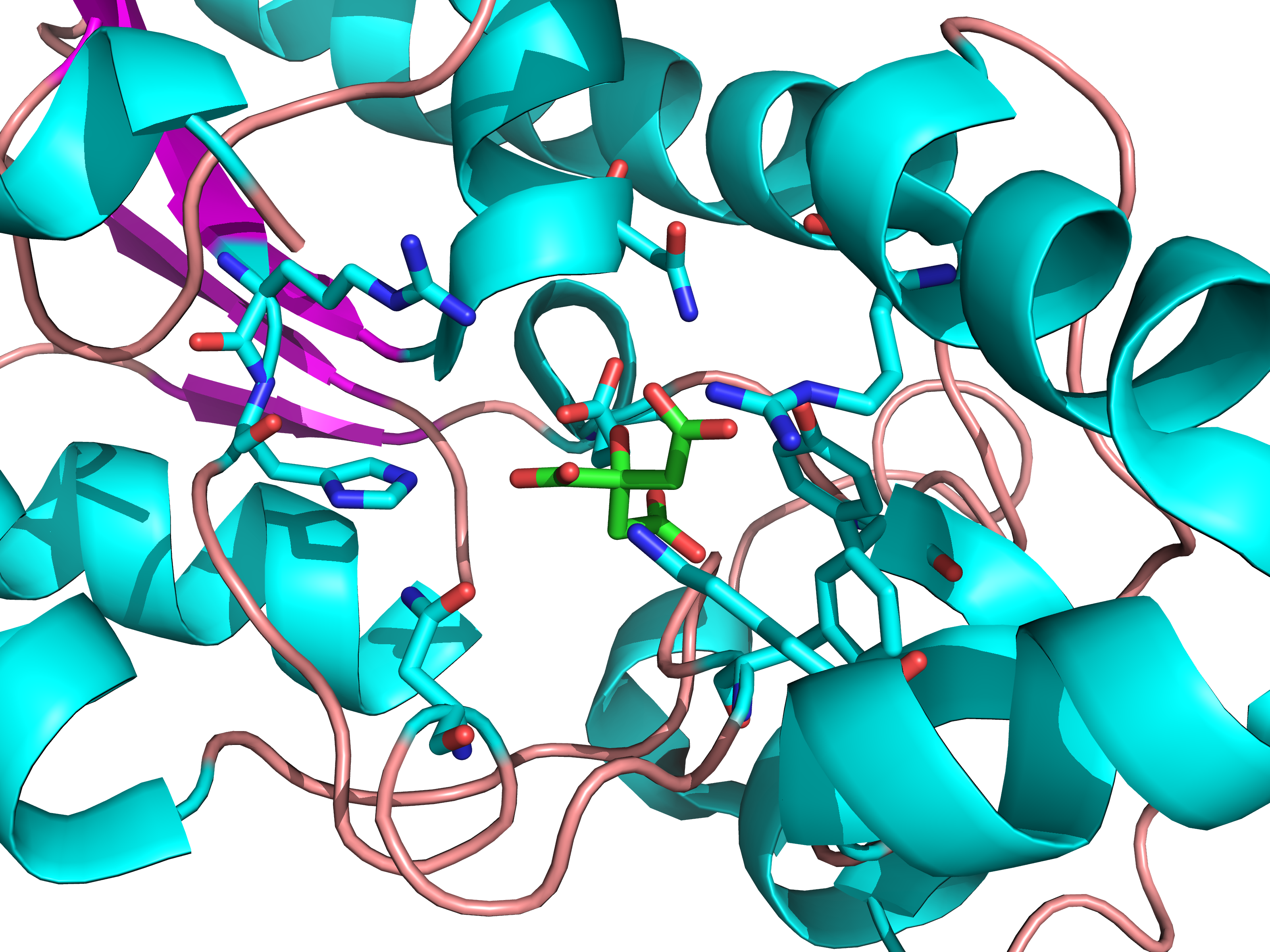
시트르산은 구조적으로 포스포글리세르산 뮤테이스의 기질인 3-포스포글리세르산과 구조적으로 유사하다. 시트르산 분자는 녹색으로 표시되어 있다. 포스포히스티딘 복합체 형성에 관여하는 것으로 생각되는 촉매적으로 필수적인 히스티딘 잔기는 결합된 시트르산 분자의 왼쪽에 위치한다.

포스포글리세르산 변위효소(영어: phosphoglycerate mutase, PGM) (EC 5.4.2.1)는 해당과정의 8번째 단계를 촉매하는 효소이다. 포스포글리세르산 뮤테이스라고도 한다. 포스포글리세르산 뮤테이스는 포스포글리세르산의 3번 탄소의 인산기를 2번 탄소로 내부 전달을 촉매하여 3-포스포글리세르산을 2,3-비스포스포글리세르산을 거쳐 2-포스포글리세르산으로 전환시킨다. 포스포글리세르산 뮤테이스는 보조 인자 의존적 포스포글리세르산 뮤테이스(dPGM)와 보조 인자 비의존적 포스포글리세르산 뮤테이스(iPGM)의 2가지 상이한 부류로 분류된다. 보조 인자 의존적 포스포글리세르산 뮤테이스(dPGM) (EC 5.4.2.11)는 약 250개의 아미노산으로 구성되어 있으며, 모든 척추동물과 일부 무척추동물, 균류, 세균에서 발견된다. 보조 인자 비의존적 포스포글리세르산 뮤테이스(iPGM) (EC 5.4.2.12)는 모든 식물과 조류 뿐만 아니라 일부 무척추동물, 균류 및 그람 양성 세균에서도 발견된다. 이러한 부류의 포스포글리세르산 뮤테이스는 알칼리성 인산가수분해효소와 동일한 슈퍼패밀리를 공유한다.

## 메커니즘
포스포글리세르산 뮤테이스는 3-포스포글리세르산의 3번 탄소에서 2번 탄소로 인산기(PO43−)를 효과적으로 전달하여 2-포스포글리세르산을 생성하는 반응을 촉매하는 이성질화효소이다. 보조 인자 의존적 포스포글리세르산 뮤테이스(dPGM)가 촉매할 수 있는 총 3가지 반응이 있는데, 3-포스포글리세르산을 2-포스포글리세르산으로 또는 그 반대로 전환시키는 뮤테이스 반응, 2,3-비스포스포글리세르산으로부터 포스포글리세르산을 생성하는 인산가수분해효소 반응, 그리고 1,3-비스포스포글리세르산으로부터 2,3-비스포스포글리세르산을 생성하는 비스포스포글리세르산 뮤테이스와 유사한 생성효소 반응이 있다. 효소 반응속도론적 및 구조적 연구는 보조 인자 의존적 포스포글리세르산 뮤테이스(dPGM)와 비스포스포글리세르산 뮤테이스가 파라로그 구조 임을 나타내는 증거를 제공하였다. 두 효소 모두 포스포프럭토키네이스-2의 인산가수분해효소 부분 및 전립샘 산성 인산가수분해효소를 포함하는 슈퍼패밀리에 속한다.
뮤테이스에 의해 촉매된 반응은 2개의 별개의 인산기를 포함하는 데, 2번 탄소의 인산기는 3번 탄소에서 제거된 인산기와 동일한 인산기가 아니다. 보조 인자 의존적 포스포글리세르산 뮤테이스의 초기 상태에서 활성 부위는 특정 히스티딘 잔기의 인산화에 의해 형성된 포스포히스트딘 복합체를 함유한다. 3-포스포글리세르산이 활성 부위로 들어갈 때 포스포히스티딘 복합체는 효소로부터 기질의 2번 탄소로 인산기의 이동을 촉진하여 2,3-비스포스포글리세르산 중간생성물을 생성하도록 위치한다. 효소의 히스티딘 잔기의 탈인산화는 효소의 입체 배치에서 국소적인 알로스테릭 변화를 일으켜서 기질인 3-포스포글리세르산을 효소의 활성 부위의 히스티딘 잔기와 정렬시키고 히스티딘 잔기의 인산기를 3-포스포글리세르산의 2번 탄소로 이동시켜 2,3-비스포스포글리세르산을 형성시키고 이어서 2,3-비스포스포글리세르산의 3번 탄소의 인산기를 효소의 히스티딘 잔기로 이동시켜 효소를 초기의 인산화된 상태로 되돌리고 생성물인 2-포스포글리세르산을 방출시킨다. 2,3-비스포스포글리세르산의 처리 과정은 보조 인자 의존적 포스포글리세르산 뮤테이스(dPGM)의 보조 인자를 필요로 한다. 대조적으로 보조 인자 비의존적 포스포글리세르산 뮤테이스(iPGM) 부류는 2,3-비스포스포글리세르산과 무관하며, 포스포세린 중간생성물을 사용하여 모노포스포글리세르산 상에서 인산기의 분자 내 이동을 촉매한다.

### 반응 요약
3-포스포글리세르산 + 인산기-효소 → 2,3-비스포스포글리세르산 + 효소 → 2-포스포글리세르산 + 인산기-효소
ΔG°' = +1.1 kcal/mol

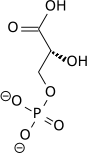
3-포스포글리세르산 (3PG)
2,3-비스포스포글리세르산 (2,3BPG)
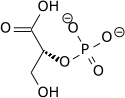
2-포스포글리세르산 (2PG)

## 동질효소
포스포글리세르산 뮤테이스는 주로 약 32 kDa의 동일하거나 밀접하게 관련된 소단위체의 2개의 이량체로 존재한다. 포스포글리세르산 뮤테이스는 효모처럼 간단한 생물에서부터 사람에 이르기까지 대부분의 생물체에서 발견되며, 그 구조는 전체적으로 매우 잘 보존되어 있다.
포유류에서 효소 소단위체는 근육-유래 형태(m-타입) 또는 다른 조직(뇌에서 분리된 b-타입)인 것으로 보인다. 이량체로 존재하는 포스포글리세르산 뮤테이스는 전체 분자를 구성하는 소단위체에 따라 3가지 동질효소(mm, bb, mb)로 나뉜다. mm 동질효소는 거의 전적으로 평활근에서 주로 발견된다. mb 동질효소는 심장근 및 골격근에서 발견되며, bb 동질효소는 나머지 조직에서 발견된다. 3가지 동질효소는 모든 조직에서 발견될 수 있지만, 위에서 언급한 분포 장소는 각각의 발견 빈도에 기초한다.

## 조절
포스포글리세르산 뮤테이스에 의해 촉매되는 반응은 작은 양(+)의 깁스 자유 에너지를 가지며, 반응은 양방향으로 쉽게 진행된다. 이 반응은 가역반응이기 때문에 해당과정에 대한 주요 조절 지점이 아니다.
바나드산, 아세트산, 염화 이온, 인산, 2-포스포글리콜산, N-[트리스(하이드록시메틸)메틸-2-아미노]에테인설포네이트와 같은 음이온 분자들은 보조 인자 의존적 포스포글리세르산 뮤테이스(dPGM)의 뮤테이스 활성의 저해제로 알려져 있다. 연구에 따르면 보조 인자 의존적 포스포글리세르산 뮤테이스(dPGM)는 이온 농도의 변화에 민감하며, 염의 농도가 증가하면 효소의 포스파테이스의 활성이 증가하고, 뮤테이스의 활성은 억제된다. KCl과 같은 특정 염은 2-포스포글리세르산 및 뮤테이스 활성과 관련하여 경쟁적 저해제인 것으로 알려져 있다. 인산 및 2-포스포글리콜산은 기질인 2-포스포글리세르산 및 2,3-비스포스포글리세르산과 관련하여 뮤테이스 활성의 경쟁적 저해제이다.

## 임상적 중요성
사람에서 포스포글리세르산 뮤테이스를 암호화하는 PGAM2 유전자는 7번 염색체의 짧은 팔에 위치한다.
포스포글리세르산 뮤테이스의 결핍은 경증 내지 중등도의 증상을 희귀 상염색체 열성 유전 질환인 글리코젠 축적병 X형을 유발하지만, 생명을 위협할 정도는 아니고 생활 방식의 조절로 관리할 수 있다. 이것은 대사 근육병으로 제시되며, 이전에 근위축증으로 알려진 많은 형태의 증후군들 중 하나이다. PGAM1의 결핍은 간에 영향을 미치는 반면, PGAM2의 결핍은 근육에 영향을 미친다.
발병기는 일반적으로 유년기에서 성년기 초기로 알려져 있지만, 장애에 의해 약간 영향을 받을 수 있는 일부 사람들은 그 장애를 알지 못할 수도 있다. 포스포글리세르산 뮤테이스(PGAM) 결핍 환자는 일반적으로 근육통, 경련, 근육 괴사 및 미오글로빈뇨증을 유발할 수 있는 짧고 격렬한 활동을 하는 경우를 제외하고는 무증상이다. 포스포글리세르산 뮤테이스 결핍의 특이한 병리학적 특징은 관형 응집체와의 연관성이다. 그 증상은 육체적인 노력이나 활동, 경련, 근육통 등에 대한 불내성이다. 영구적인 쇠약은 드물다. 이 질환은 진행되지 않고 예후가 좋다.

## 이 도메인을 포함하고 있는 사람의 단백질
- 비스포스포글리세르산 뮤테이스 (BPGM)
- PFKFB1
- PFKFB2
- PFKFB3
- PFKFB4
- PGAM1
- PGAM2
- PGAM4
- PGAM5
- STS1
- UBASH3A

## 같이 보기
- 3-포스포글리세르산
- 2-포스포글리세르산
- 뮤테이스